# Wodny Park Tychy

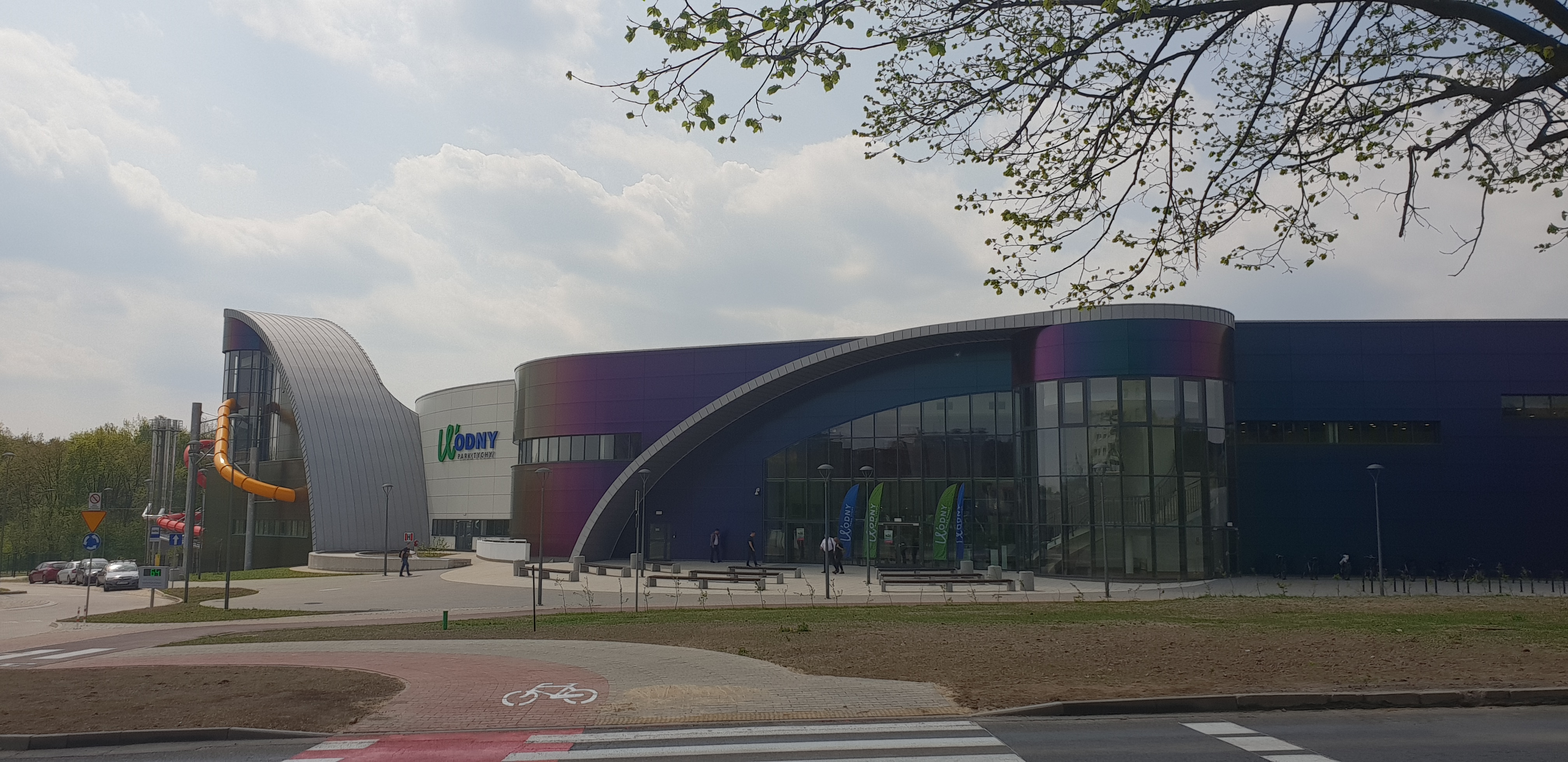
Wodny Park Tychy

Wodny Park Tychy – aquapark zlokalizowany w południowej części miasta Tychy, bezpośrednio przylegającej do lasów Puszczy Pszczyńskiej przy ul. Sikorskiego.
Otwarty 30 kwietnia 2018, jednorazowo mieści 1,2 tys. osób. Koszt inwestycji wynosił ok. 112 mln zł, a zleceniodawcą było Regionalne Centrum Gospodarki Wodno-Ściekowej(RCGW) w Tychach. Projekt, którego generalnym wykonawcą była firma Mostostal Warszawa, stworzyło biuro TKHolding Turszczynski & Kobierzewski. Budowa ruszyła w styczniu 2015. Powierzchnia użytkowa budynku wynosi 16 tys. m kw. (1,7 tys. m kw. to powierzchnia basenów, w tym 400 m kw. basenów zewnętrznych). Obiekt składa się z różnych stref, m.in.: rekreacyjnej, sportowej, SPA czy fitness. Znajdą się w nim baseny sportowe, sauny, różnego rodzaju zjeżdżalnie.

## Atrakcje[4]
- Aqualoop(inne języki) – jedyna w Polsce tak ekstremalna zjeżdżalnia z pionowym startem, gdzie podczas jazdy osiąga się przeciążenie równe prawie trzykrotnemu przyspieszeniu ziemskiemu;
- Symulator surfingu – pierwszy w Polsce w obiekcie basenowym, gdzie zmienna prędkość przepływu wody w niecce umożliwia również naukę surfowania;
- Basen z podnoszonym dnem – umożliwia prowadzenie różnych zajęć w wodzie;
- Folia ETFE[5] na dachu – pozwalająca na opalanie naturalnym światłem słonecznym wewnątrz budynku;
- Łaźnie piwne – oferujące relaksacyjne, ale i pro-zdrowotne, wieloetapowe seanse piwne;
- Wodna Akademia[6] – poszerzające wiedzę na temat wody i ekologii;
- Baseny zewnętrzne – składające się ze strefy dla dorosłych i dla dzieci oraz saun zewnętrznych;
- Basen ze sztuczną falą z plażą – zakończony sceną widowiskową;
- Zielone strefy wypoczynku z wannami spa, masażerami i leżankami;
- Rwąca rzeka o niekonwencjonalnym kształcie;
- Amfiteatr Słońca - pomieszczenie do celów tematycznych projekcji, nagrzewania ciała promieniowaniem podczerwonym, aromaterapii i koloroterapii;

## Ekologia
Wodny Park Tychy posiada własny system zasilania w ciepło i energię elektryczną. Źródłem energii jest biogaz produkowany w tyskiej oczyszczalni ścieków, podlegającej pod RCGW. Gaz jest transportowany z oczyszczalni do aquaparku ponad 6-kilometrowym rurociągiem. Dzięki bioelektrociepłowni, wyposażonej w dwa generatory o mocy elektrycznej 400 kW każdy, oraz kocioł do produkcji ciepła, biogaz jest zamieniany w prąd i ciepło, czyniąc obiekt samowystarczalnym energetycznie. Jest to pierwsze takie rozwiązanie w Polsce. Dzięki temu utrzymanie aquaparku jest o kilkadziesiąt procent niższe niż w typowym parku wodnym, zasilanym energią z sieci.
Dodatkowym aspektem ekologicznym są zeroenergetyczne atrakcje takie jak np. most linowy, jak również sposób, w jaki zaprojektowano bryłę aquaparku (zwarta owalna forma). Basen wypływowy posiada wiatrołap, baseny są zaopatrzone w rolety, a zjeżdżalnie ocieplone.

## Nagrody
Wodny Park Tychy jest wielokrotnie nagradzanym projektem w kraju jak i za granicą:
- German Design Award[8] w 2021 r.

- World Architecture Festival[9] w 2019 r.

- Iconic Awards[10] w 2020 r.

- Green building Awards[11] w 2019 r. Najlepszy zrealizowany ekologiczny budynek sektora publicznego
- Nagroda I stopnia "Budowa Roku 2017" dla Wodnego Parku Tychy[12]